# Federal Judicial Center

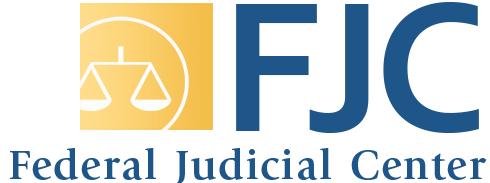
Logotyp.

Federal Judicial Center (förkortning: FJC) är en myndighet inom USA:s federala domstolsväsende som står under Judicial Conference of the United States och som har till uppdrag att bedriva forskning, information och utbildning kring det federala domstolsväsendet. FJC har sitt säte i Thurgood Marshall Federal Judiciary Building i Washington, D.C.
FJC bildades 1967 genom lag stiftad av USA:s kongress och undertecknad av USA:s president Lyndon Johnson, efter förslag av dåvarande chefsdomaren Earl Warren med avsikt att förbättra domstolsväsendet med hjälp av samhällsvetenskaplig forskning.
FJC leds av en styrelse i vilken chefsdomaren är ordförande ex officio. En del av verksamheten sammanställer statistik om den löpande verksamheten vid domstolarna. En annan syftar till internutbildning av domare och annan domstolspersonal. En annan sammanställer och tillhandahåller historisk skildring av det federala domstolsväsendet. Den fjärde delen riktar sig till andra länder genom att påvisa goda exempel från USA samt att informera om landets rättssystem.